# Martin Hecht (Autor)
Martin Hecht (* 5. November 1964 in Würzburg) ist ein deutscher Autor, Publizist und Schriftsteller.

## Leben und Wirken
Martin Hecht wuchs in Rottweil am Neckar auf. Nach seinem Zivildienst als Rettungssanitäter studierte er ab dem Wintersemester 1986/87 an der Albert-Ludwigs-Universität in Freiburg im Breisgau Politikwissenschaften, Neuere Geschichte und Soziologie. Von Oktober 1991 bis Juni 1992 war er DAAD-Stipendiat an der City University London und erwarb sich mit einer Arbeit zu „The Ideology of Nationalism in Television News“ den Grad eines englischen „Master of Arts“ im Studiengang „Communications Policy Studies“. 1993 schloss er sein Studium in Freiburg mit dem „Magister Artium“ ab. Als Stipendiat der Friedrich-Ebert-Stiftung promovierte er anschließend bei Wilhelm Hennis mit einer Dissertation über den Freiheitsbegriff bei Max Weber, Alexis de Tocqueville und Jean-Jacques Rousseau.
Während seines Studiums hospitierte Martin Hecht bei der Tag/Traum-Filmproduktion Köln, beim ZDF in den Redaktionen „Das kleine Fernsehspiel“ und „heute journal“ in Mainz, im ZDF-Studio London und in der Nachrichtenredaktion des NDR in Hamburg. Von 1996 bis 1998 war er Redaktionsvolontär beim Südwestrundfunk in Baden-Baden, Stuttgart und London – und arbeitete danach als Reporter beim Fernsehen für den SWR und die ARD. Nach der Geburt seines Sohnes ging er 2002 in Elternzeit.
Seit vielen Jahren schreibt er frei unter anderem für Die Zeit, Publik-Forum, Gehirn&Geist, Spiegel online, die Frankfurter Allgemeine Zeitung, die Frankfurter Rundschau, Süddeutsche Zeitung und Psychologie Heute.
Er ist Autor von Hörfunk-Features für SWR Kultur und moderiert das SWR Kultur Forum.

## Veröffentlichungen
- Das geschmeidige Ich. Die Gesellschaft der Selbstdarsteller, Verlag J.H.W. Dietz-Nachf. GmbH, Bonn 2024
- Gruppe und Graus, Rudelbildung im 21. Jahrhundert, zu Klampen Verlag, Springe 2023
- Die Einsamkeit des modernen Menschen, Wie das radikale Ich unsere Demokratie bedroht, Sonderausgabe für die Bundeszentrale für politische Bildung, Band 10794, Bonn 2021
- Die Einsamkeit des modernen Menschen, Wie das radikale Ich unsere Demokratie bedroht, Verlag J.H.W. Dietz Nachf., Bonn 2021
- Wahre Freunde: Wie sie das Leben schöner machen, Herder, Freiburg 2020
- Paar Shit, Niete-Partner und ich, Auf Brautschau im Internet, Piper, München 2017
- Lebenskrisen bewältigen, Die verborgenen Kräfte der Resilienz in uns entdecken, Kreuz-Verlag, Freiburg 2014
- Wahre Freunde, Von der hohen Kunst der Freundschaft, Überarbeitete und erweiterte Neuausgabe, Herder, Freiburg 2014
- Irgendwie hatten wir uns das anders vorgestellt, Der Traum vom perfekten Urlaub, Eichborn, Frankfurt 2013
- Lieber Jakob, Brief an meinen Sohn über das Leben und Sterben seiner Mutter, DVA, München 2010
- Neue Deutsche Unsitten, Piper, München 2009
- Deutsche Unsitten, Eine Volkskunde der Gegenwart, Eichborn, Frankfurt 2007, 6. Auflage und als Taschenbuch bei Piper, München 2009, 2. Auflage
- Wahre Freunde, Von der hohen Kunst der Freundschaft, DVA 2006 und als Taschenbuch bei Goldmann München 2008, 3. Auflage
- Das große Jagen, Auf der Suche nach dem erfolgreichen Leben, dtv premium, München 2004
- Das Verschwinden der Heimat, Zur Gefühlslage der Nation, Reclam, Leipzig 2000
- Modernität und Bürgerlichkeit, Max Webers Freiheitslehre im Vergleich mit den politischen Ideen von Alexis de Tocqueville und Jean-Jacques Rousseau, Beiträge zur Politischen Wissenschaft, Band 103, Duncker und Humblot, Berlin 1998[1]
- Unbequem ist stets genehm, Zur Konjunktur der Querdenker, Rowohlt, Reinbek 1997